# Marissa Nadler (album)
Marissa Nadler è il quinto album in studio della cantautrice
 statunitense Marissa Nadler, pubblicato il 14 giugno 2011.

## Tracce
Testi e musiche di Marissa Nadler.
1. In Your Lair, Bear – 5:59
2. Alabaster Queen – 2:30
3. The Sun Always Reminds Me of You – 4:25
4. Mr. John Lee Revisited – 4:39
5. Baby, I Will Leave You in the Morning – 4:01
6. Puppet Master – 5:11
7. Wind Up Doll – 3:49
8. Wedding – 3:52
9. Little King – 3:38
10. In a Magazine – 2:31
11. Daisy, Where Did You Go? – 4:25